# Nagari Koto Tuo
Nagari Koto Tuo is een bestuurslaag in het regentschap Agam van de provincie West-Sumatra, Indonesië. Nagari Koto Tuo telt 4009 inwoners (volkstelling 2010).